# Marcin Mokry
Marcin Mokry (ur. 10 stycznia 1980 w Gliwicach) – polski poeta. Zadebiutował w 2017 roku tomem czytanie. Pisma. Od 2019 roku współtwórca projektu kulturalno-społecznego „Dings”. Kurator sceny literackiej Slot Art Festival.    

## Nagrody i wyróżnienia
- Nagroda Literacka Prezydenta Miasta Białegostoku im. Wiesława Kazaneckiego 2022 w kategorii Książka roku za żywe linie nowe usta.
- nominacja do Nagrody Literackiej Gdynia 2020 w kategorii poezja za Świergot[3]
- III miejsce w Ogólnopolskim Konkursie Literackim im. Artura Fryza 2018 na najlepszy poetycki debiut książkowy roku 2017 za czytanie. Pisma[4]
- dwukrotna nominacja do Nagrody Głównej Ogólnopolskiego Konkursu Poetyckiego im. Jacka Bierezina (XXI edycja w 2015 - Nagroda Publiczności i XXII edycja w 2016 - Nagroda Specjalna za projekt tomu czytanie. Pisma[5])
- nagroda w konkursie Polish Graphic Design Awards w kategorii „Beletrystyka, publicystyka, reportaż” w 2020 za tom Świergot[1]

## Twórczość
Twórczość Marcina Mokrego charakteryzuje się eksperymentowaniem z formą i językiem, nawiązującym do tradycji awangardowej oraz poszukiwań intermedialnych. 
- Tom "czytanie. Pisma" (2017) stanowi debiut poetycki, oparty na obróbce i redukcji istniejących treści, których wynikiem są specyficzne formy językowo-wizualne[7]. Cechuje go minimalistyczna poetyka, akcentująca materialność tekstu oraz kolażowa struktura kompozycyjna, wynikająca z aktywnej lektury różnorodnych źródeł. Efektem tych zabiegów są niepokojące układy słów oraz puste przestrzenie. W tomie dostrzegalne jest połączenie tekstocentryzmu z zaangażowaniem, a typografia odznacza się precyzyjnym opracowaniem formalnym[8].

- "Świergot" (2019), to bardziej dojrzały i spójny projekt poetycki, określany jako "partytura poematu"[9]. Łączy on perspektywę intymnych zapisków o ojcostwie z historią powszechną, szczególnie w kontekście wojny w Bośni i Zagłady. Kluczową rolę odgrywają w nim elementy wizualne (rozstrzelone słowa, indeksy nazw geograficznych) oraz dźwiękowe, nadające mu intermedialny charakter[9]. Tom porusza temat troski o dzieci oraz traumy historyczne, a jego struktura sprzyja dekonstrukcji ustalonych form pamięci. W interpretacji Adama Lipszyca "Świergot" stanowi radykalne otwarcie polskiej pamięci zbiorowej, konfrontujące osobiste z historycznym i rozbijające skostniałe sposoby jej ujmowania[10]. Jego poetyka rezonuje ze sposobem percepcji świata w spektrum autyzmu, uwypuklając szczegóły i detale jako nośniki pamięci.

- Tom "żywe linie nowe usta" (2021) podejmuje twórczy dialog z awangardą, w sposób szczególny nawiązując do dorobku Tadeusza Peipera[11]. Kluczowym elementem książki jest fikcyjna postać Janusza Zimnego, identyfikującego się z Peiperem, oraz komentarze jego opiekuna, tworzące narrację zbliżoną do literackiego mockumentu[12]. Wiersze cechują się konkretystycznym podejściem do formy, ujawniającym psychosomatyczne źródła ekspresji poetyckiej. "Żywe linie nowe usta" podejmują problematykę tożsamościowej porażki Peipera, co wyraża się poprzez fragmentaryczny i zaburzony język poetycki[13]. Tom ten można odczytywać jako "poemat dermatologiczny", eksplorujący zmysł dotyku oraz relacje między cielesnością a mechanizmami władzy[12].

## Galeria

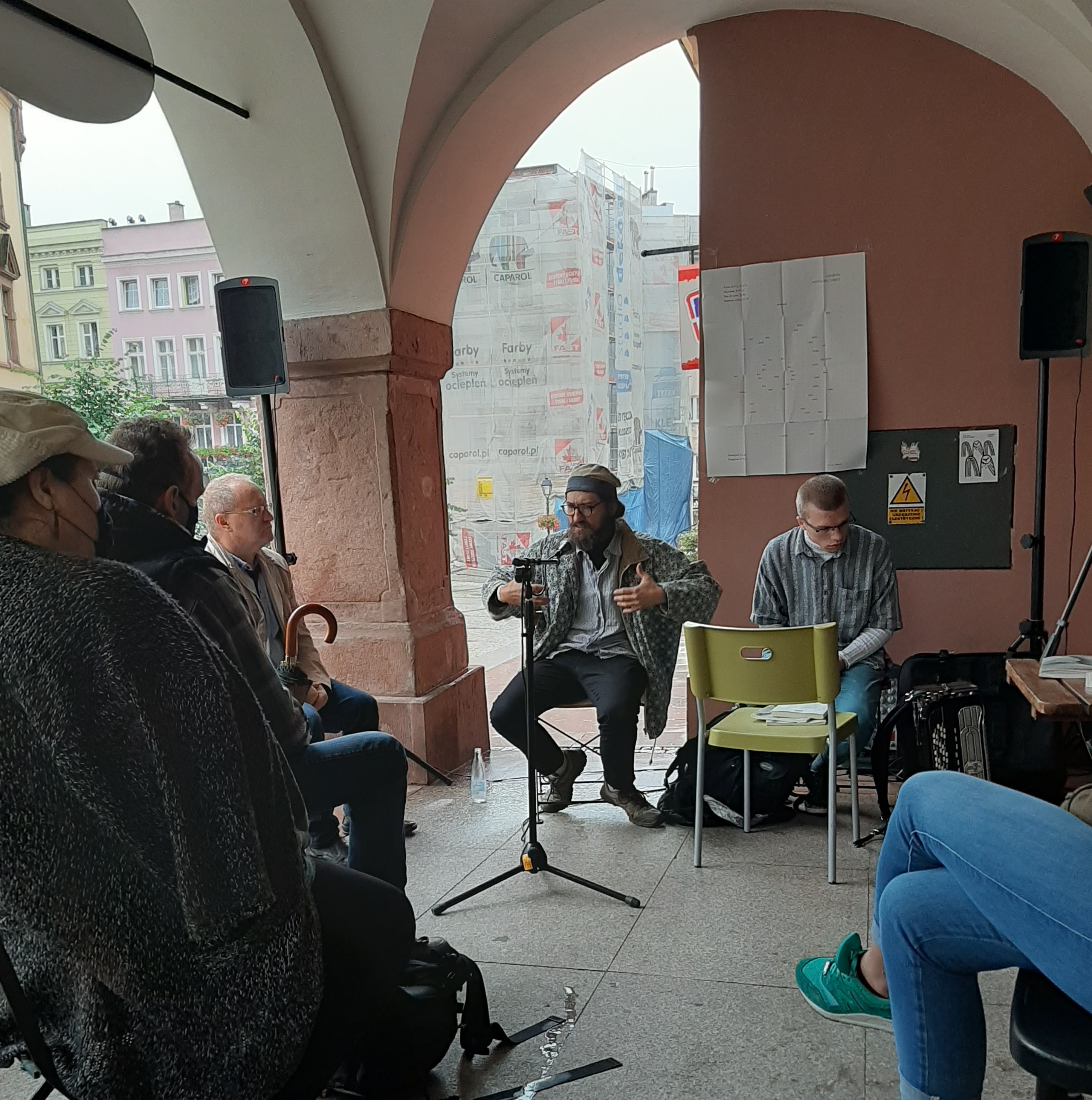
Marcin Mokry, Karol Maliszewski, VI Festiwal Góry Literatury (2020)
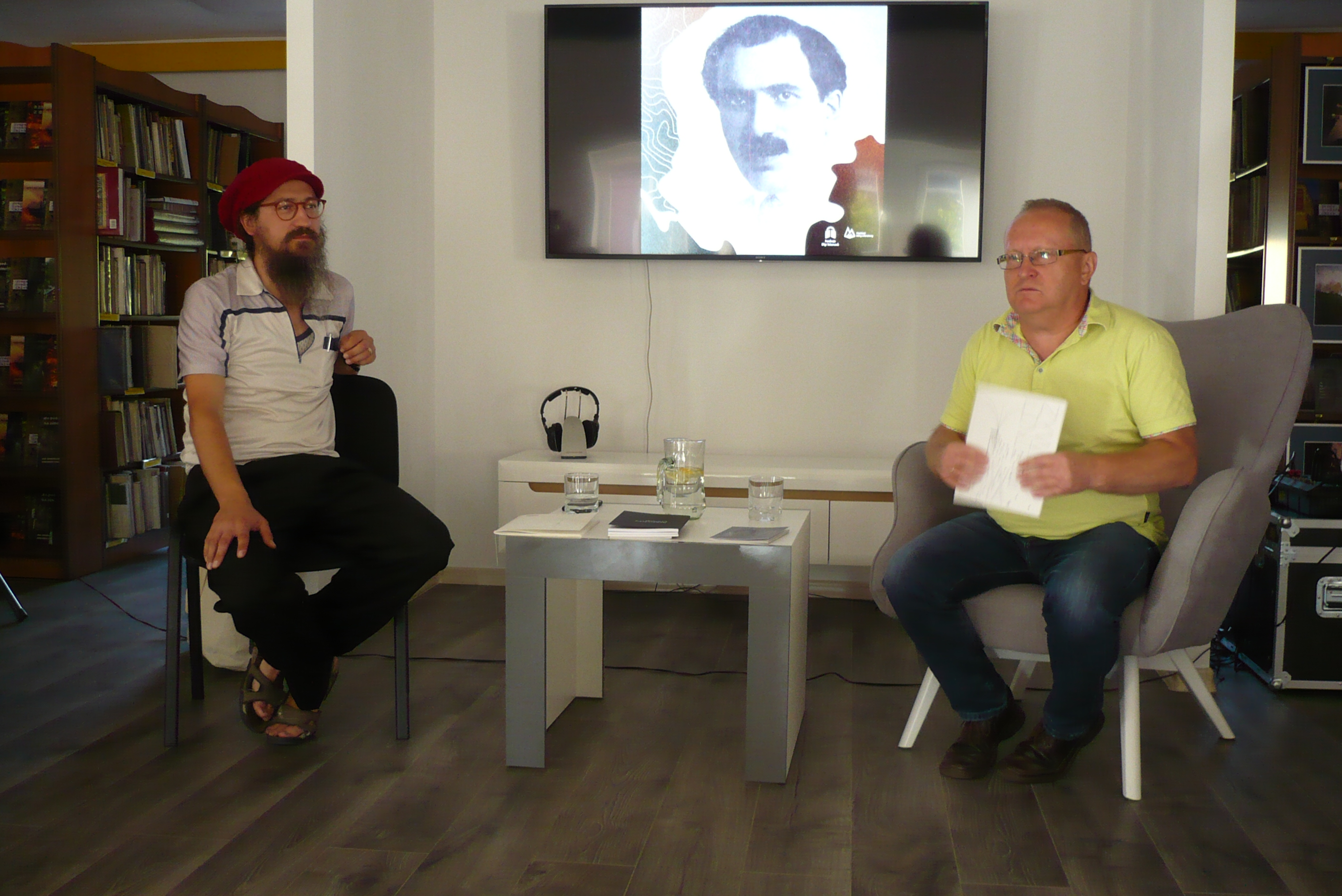
Marcin Mokry, Karol Maliszewski, VIII Festiwal Góry Literatury, Nowa Ruda (2022)
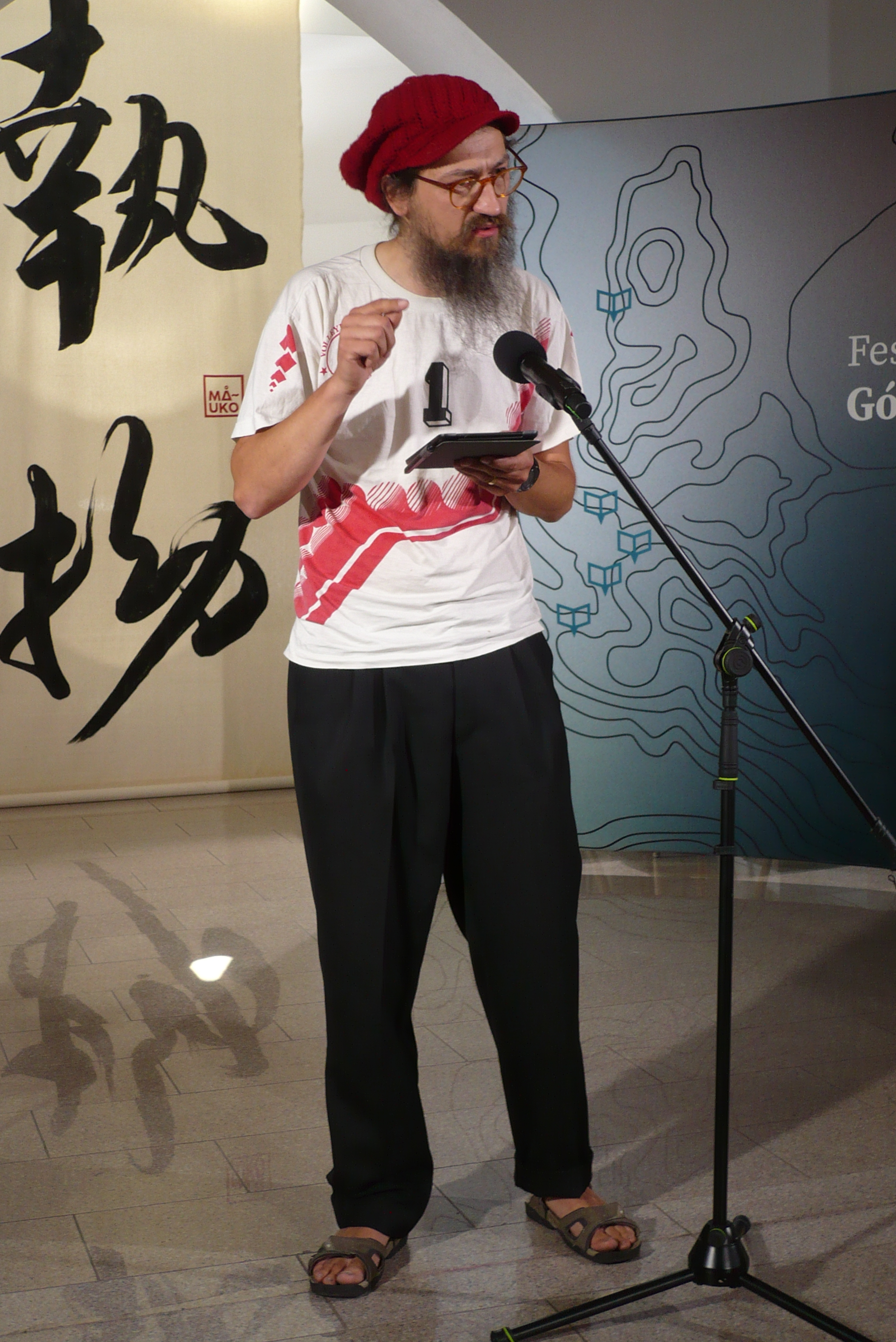
Marcin Mokry, VIII Festiwal Góry Literatury, Nowa Ruda (2022)